# 段骑督
段骑督（?—?），西晋到五胡十六国时代军事人物，辽西鲜卑族，段部鲜卑首领段末波的弟弟。
318年，段末波杀堂叔段涉复辰，成为段部鲜卑的首领。任用弟弟段骑督、段牙。段涉复辰的侄子段匹磾从幽州攻打令支的段末波，段末波击败段匹磾。段匹磾在幽州杀害晋朝太尉刘琨，刘琨将佐投降后赵石勒。段末波派弟弟段骑督进攻段匹磾，段匹磾、段文鸯率众准备投奔邵续。 